# Буроспинный сычик
Буроспинный сычик (лат. Glaucidium castanotum) — птица из семейства совиные. Эндемик Шри-Ланки.

## Распространение
Южная Азия. Обитает во влажных тропических лесах острова Шри-Ланка на высотах до 6500 м.

## Описание
Небольшого размера сова каштанового-коричневого цвета с пёстрыми отметинами в оперении (длина около 19 см). Самки и самцы сходны (половой диморфизм отсутствует). Дневной вид, питается в основном насекомыми, такими как жуки, но также ловит мышей, маленьких ящериц и мелких птиц в основном, в период выкармливания потомства. Гнездятся в дуплах деревьев, откладывают весной 2 яйца. 
Иногда рассматривается подвидом в составе таксона джунглевый воробьиный сыч.